# Schaatsen op de Olympische Winterspelen 1980
Schaatsen is een van de sporten die beoefend werden tijdens de Olympische Winterspelen 1980 in Lake Placid, Verenigde Staten. De schaatswedstrijden werden gehouden op de James B. Sheffield Olympic Skating Rink.

## Heren

### 500 m
| Rang   | Sporter(s)           | Land | Tijd  | Verschil |
| ------ | -------------------- | ---- | ----- | -------- |
| Goud   | Eric Heiden          | USA  | 38,03 | OR       |
| Zilver | Jevgeni Koelikov     | URS  | 38,37 | + 0,34   |
| Brons  | Lieuwe de Boer       | NED  | 38,48 | + 0,45   |
| 4      | Frode Rønning        | NOR  | 38,66 | + 0,63   |
| 5      | Dan Immerfall        | USA  | 38,69 | + 0,66   |
| 6      | Jarle Pedersen       | NOR  | 38,83 | + 0,80   |
| 7      | Anatoli Medennikov   | URS  | 38,88 | + 0,85   |
| 8      | Gaétan Boucher       | CAN  | 38,90 | + 0,87   |
|        |                      |      |       |          |
| 16     | Bert de Jong         | NED  | 39,30 | + 1,27   |
| 28     | Hilbert van der Duim | NED  | 40,42 | + 2,39   |

### 1000 m
| Rang   | Sporter(s)           | Land | Tijd    | Verschil |
| ------ | -------------------- | ---- | ------- | -------- |
| Goud   | Eric Heiden          | USA  | 1:15,18 | OR       |
| Zilver | Gaétan Boucher       | CAN  | 1:16,68 | + 1,50   |
| Brons  | Frode Rønning        | NOR  | 1:16,91 | + 1,73   |
| Brons  | Vladimir Lobanov     | URS  | 1:16,91 | + 1,73   |
| 5      | Peter Mueller        | USA  | 1:17,11 | + 1,93   |
| 6      | Bert de Jong         | NED  | 1:17,29 | + 2,11   |
| 7      | Andreas Dietel       | GDR  | 1:17,71 | + 2,53   |
| 8      | Oloph Granath        | SWE  | 1:17,74 | + 2,56   |
|        |                      |      |         |          |
| 10     | Lieuwe de Boer       | NED  | 1:17,97 | + 2,79   |
| 21     | Hilbert van der Duim | NED  | 1:19,89 | + 4,71   |

### 1500 m
| Rang   | Sporter(s)            | Land | Tijd    | Verschil |
| ------ | --------------------- | ---- | ------- | -------- |
| Goud   | Eric Heiden           | USA  | 1:55,44 | OR       |
| Zilver | Kay Arne Stenshjemmet | NOR  | 1:56,81 | + 1,37   |
| Brons  | Terje Andersen        | NOR  | 1:56,92 | + 1,48   |
| 4      | Andreas Dietel        | GDR  | 1:57,14 | + 1,70   |
| 5      | Juri Kondakov         | URS  | 1:57,36 | + 1,92   |
| 6      | Jan Egil Storholt     | NOR  | 1:57,95 | + 2,51   |
| 7      | Tomas Gustafson       | SWE  | 1:58,18 | + 2,74   |
| 8      | Vladimir Lobanov      | URS  | 1:59,30 | + 3,86   |
|        |                       |      |         |          |
| 11     | Hilbert van der Duim  | NED  | 1:59,49 | + 4,05   |
| 13     | Bert de Jong          | NED  | 1:59,83 | + 4,39   |
|        | Yep Kramer            | NED  | DNF     |          |

### 5000 m
| Rang   | Sporter(s)            | Land | Tijd    | Verschil |
| ------ | --------------------- | ---- | ------- | -------- |
| Goud   | Eric Heiden           | USA  | 7:02,29 | OR       |
| Zilver | Kay Arne Stenshjemmet | NOR  | 7:03,28 | + 0,99   |
| Brons  | Tom Erik Oxholm       | NOR  | 7:05,59 | + 3,30   |
| 4      | Hilbert van der Duim  | NED  | 7:07,97 | + 5,68   |
| 5      | Øyvind Tveter         | NOR  | 7:08,36 | + 6,07   |
| 6      | Piet Kleine           | NED  | 7:08,96 | + 6,67   |
| 7      | Michael Woods         | USA  | 7:10,39 | + 8,10   |
| 8      | Ulf Ekstrand          | SWE  | 7:13,13 | + 10,84  |
| 9      | Yep Kramer            | NED  | 7:14,09 | + 11,80  |

### 10.000 m
| Rang   | Sporter(s)           | Land | Tijd     | Verschil |
| ------ | -------------------- | ---- | -------- | -------- |
| Goud   | Eric Heiden          | USA  | 14:28,13 | WR       |
| Zilver | Piet Kleine          | NED  | 14:36,03 | + 7,90   |
| Brons  | Tom Erik Oxholm      | NOR  | 14:36,90 | + 8,77   |
| 4      | Michael Woods        | USA  | 14:39,53 | + 11,40  |
| 5      | Øyvind Tveter        | NOR  | 14:43,53 | + 15,40  |
| 6      | Hilbert van der Duim | NED  | 14:47,58 | + 19,45  |
| 7      | Viktor Leskin        | URS  | 14:51,72 | + 23,59  |
| 8      | Andreas Ehrig        | GDR  | 14:51,94 | + 23,81  |
|        |                      |      |          |          |
| 11     | Yep Kramer           | NED  | 15:04,79 | + 36,66  |

## Dames

### 500 m
| Rang   | Sporter(s)           | Land | Tijd  | Verschil |
| ------ | -------------------- | ---- | ----- | -------- |
| Goud   | Karin Enke           | GDR  | 41,78 | OR       |
| Zilver | Leah Mueller         | USA  | 42,25 | + 0,47   |
| Brons  | Natalja Petroeseva   | URS  | 42,42 | + 0,64   |
| 4      | Ann-Sofie Järnström  | SWE  | 42,47 | + 0,69   |
| 5      | Makiko Nagaya        | JPN  | 42,70 | + 0,92   |
| 6      | Cornelia Jacob       | GDR  | 42,98 | + 1,20   |
| 7      | Beth Heiden          | USA  | 43,18 | + 1,40   |
| 8      | Tatjana Tarasova     | URS  | 43,26 | + 1,48   |
|        |                      |      |       |          |
| 15     | Haitske Valentijn    | NED  | 44,02 | + 2,24   |
| 22     | Annie Borckink       | NED  | 44,47 | + 2,69   |
| 26     | Sijtje van der Lende | NED  | 44,74 | + 2,96   |

### 1000 m
| Rang   | Sporter(s)           | Land | Tijd    | Verschil |
| ------ | -------------------- | ---- | ------- | -------- |
| Goud   | Natalja Petroeseva   | URS  | 1:24,10 | OR       |
| Zilver | Leah Mueller         | USA  | 1:25,41 | + 1,31   |
| Brons  | Sylvia Albrecht      | GDR  | 1:26,46 | + 2,36   |
| 4      | Karin Enke           | GDR  | 1:26,66 | + 2,56   |
| 5      | Beth Heiden          | USA  | 1:27,01 | + 2,91   |
| 6      | Annie Borckink       | NED  | 1:27,24 | + 3,14   |
| 7      | Sylvia Burka         | CAN  | 1:27,50 | + 3,40   |
| 8      | Ann-Sofie Järnström  | SWE  | 1:28,10 | + 4,00   |
|        |                      |      |         |          |
| 13     | Sijtje van der Lende | NED  | 1:28,72 | + 4,62   |
| 14     | Haitske Valentijn    | NED  | 1:28,80 | + 4,70   |

### 1500 m
| Rang   | Sporter(s)           | Land | Tijd    | Verschil |
| ------ | -------------------- | ---- | ------- | -------- |
| Goud   | Annie Borckink       | NED  | 2:10,95 | OR       |
| Zilver | Ria Visser           | NED  | 2:12,35 | + 1,40   |
| Brons  | Sabine Becker        | GDR  | 2:12,38 | + 1,43   |
| 4      | Bjørg Eva Jensen     | NOR  | 2:12,59 | + 1,64   |
| 5      | Sylvia Filipsson     | SWE  | 2:12,84 | + 1,89   |
| 6      | Andrea Mitscherlich  | GDR  | 2:13,05 | + 2,10   |
| 7      | Beth Heiden          | USA  | 2:13,10 | + 2,15   |
| 8      | Natalja Petroeseva   | URS  | 2:14,15 | + 3,20   |
|        |                      |      |         |          |
| 15     | Sijtje van der Lende | NED  | 2:16,05 | + 5,10   |

### 3000 m
| Rang   | Sporter(s)           | Land | Tijd    | Verschil |
| ------ | -------------------- | ---- | ------- | -------- |
| Goud   | Bjørg Eva Jensen     | NOR  | 4:32,13 | OR       |
| Zilver | Sabine Becker        | GDR  | 4:32,79 | + 0,66   |
| Brons  | Beth Heiden          | USA  | 4:33,77 | + 1,64   |
| 4      | Andrea Mitscherlich  | GDR  | 4:37,69 | + 5,56   |
| 5      | Erwina Rys-Ferens    | POL  | 4:37,89 | + 5,76   |
| 6      | Mary Docter          | USA  | 4:39,29 | + 7,16   |
| 7      | Sylvia Filipsson     | SWE  | 4:40,22 | + 8,09   |
| 8      | Natalja Petroeseva   | URS  | 4:42,59 | + 10,46  |
|        |                      |      |         |          |
| 13     | Annie Borckink       | NED  | 4:47,35 | + 15,22  |
| 16     | Sijtje van der Lende | NED  | 4:51,53 | + 19,40  |
|        | Ria Visser           | NED  | DNF     |          |

## Medaillespiegel
| Plaats | Land             | NOC    | Goud | Zilver | Brons | Totaal |
| ------ | ---------------- | ------ | ---- | ------ | ----- | ------ |
| 1      | Verenigde Staten | USA    | 5    | 2      | 1     | 8      |
| 2      | Noorwegen        | NOR    | 1    | 2      | 4     | 7      |
| 3      | Nederland        | NED    | 1    | 2      | 1     | 4      |
| 4      | DDR              | GDR    | 1    | 1      | 2     | 4      |
| 4      | Sovjet-Unie      | URS    | 1    | 1      | 2     | 4      |
| 6      | Canada           | CAN    | 0    | 1      | 0     | 1      |
| Totaal | Totaal           | Totaal | 9    | 9      | 10    | 28     |

Chamonix 1924 · 
St. Moritz 1928 · 
Lake Placid 1932 · 
Garmisch-Partenkirchen 1936 · 
St. Moritz 1948 · 
Oslo 1952 · 
Cortina d'Ampezzo 1956 · 
Squaw Valley 1960 · 
Innsbruck 1964 · 
Grenoble 1968 · 
Sapporo 1972 · 
Innsbruck 1976 · 
Lake Placid 1980 · 
Sarajevo 1984 · 
Calgary 1988 · 
Albertville 1992 · 
Lillehammer 1994 · 
Nagano 1998 · 
Salt Lake City 2002 · 
Turijn 2006 · 
Vancouver 2010 · 
Sotsji 2014 · 
Pyeongchang 2018 · 
Peking 2022
Lijst van olympische medaillewinnaars
Alpineskiën · Biatlon · Bobsleeën · Kunstrijden · Langlaufen · Noordse combinatie · Rodelen · Schaatsen · Schansspringen · IJshockey